# Pfarrkirche Mellweg

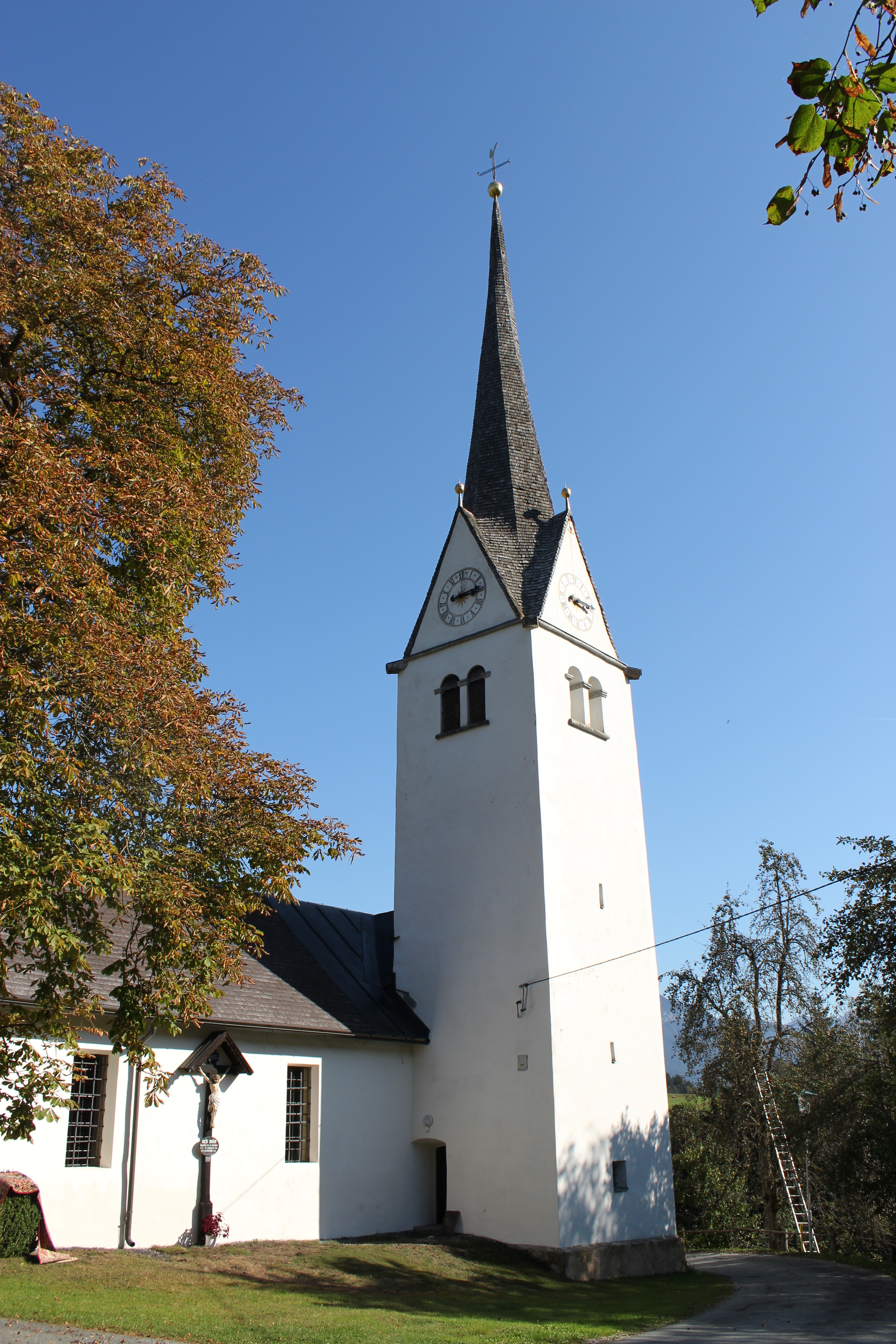

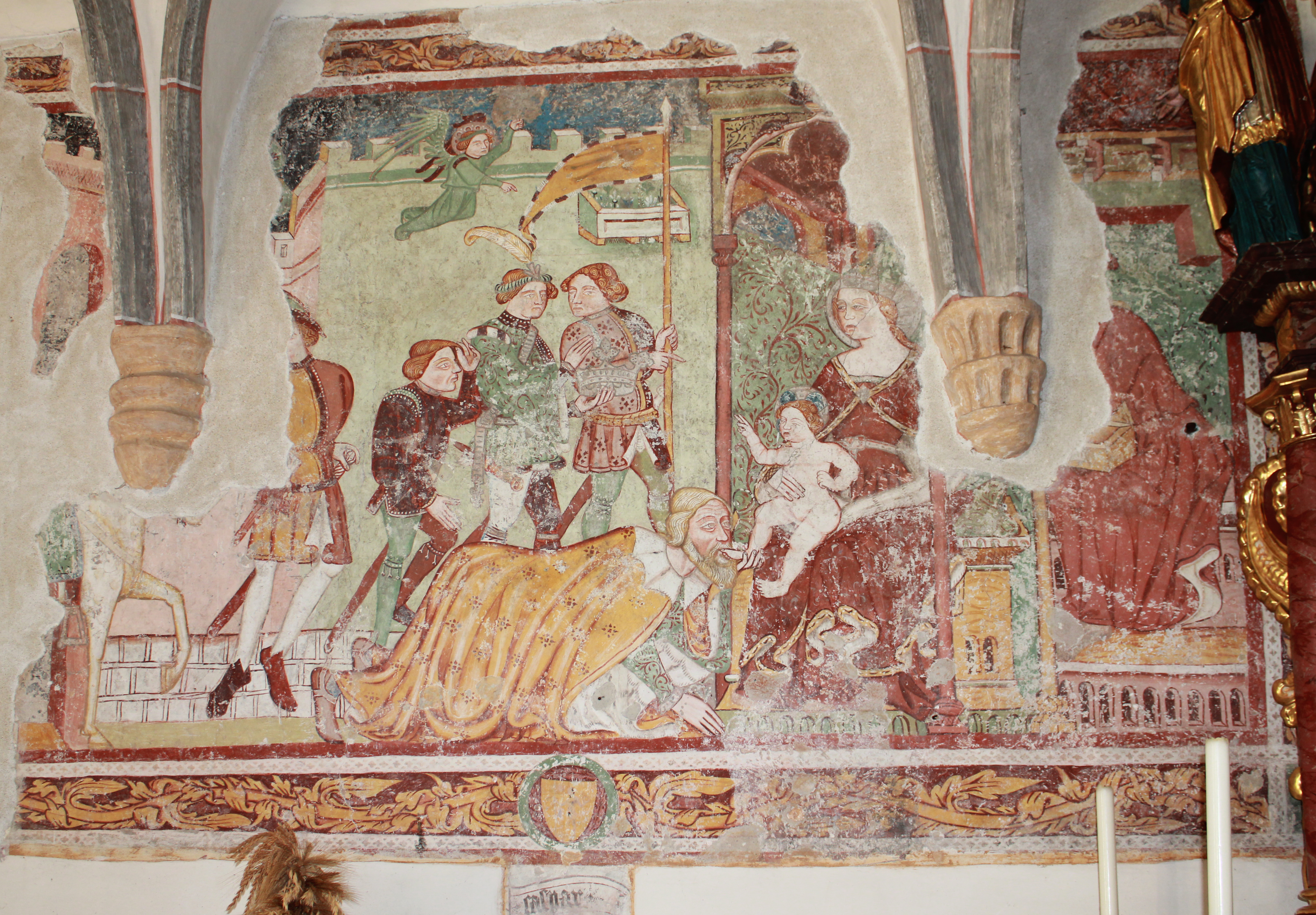
Anbetung der Könige

Die römisch-katholische Pfarrkirche Mellweg ist der heiligen Getraud geweiht.
Sie liegt in der Gemeinde Hermagor.

## Baubeschreibung
Die Kirche wurde um 1400 errichtet. 1844 wurde das Langhaus um ein Joch verlängert. Der Bau setzt sich aus einem fünfjochigen Langhaus und einem zweijochigen Chor mit einem Dreiachtelschluss zusammen. Der gedrungene Turm an der Südseite des Chores mit zweiteiligen, rundbogigen Schallfenstern wird von einem Spitzgiebelhelm bekrönt. Über dem rundbogigen Westportal befindet sich ein Rundfenster. Das um 1400 entstandene Fresko einer Kreuzigungsgruppe mit den Arma Christi wurde 1998 freigelegt.
Über den vier ursprünglichen Jochen des Langhauses ruht ein Netzrippengewölbe auf Konsolen. Das Westjoch ist tonnengewölbt. Auf der barocken Holzempore mit einem gemalten Mittelmedaillon des heiligen Laurentius steht die 1870 von Josef Grafenauer gebaute Orgel. Ein eingezogener, rundbogiger Triumphbogen verbindet das Langhaus mit dem Chor mit einem Sternrippengewölbe auf Konsolen. In den zwei zweiteiligen, spätgotischen Rundbogenfenstern im Chorschluss ist das ursprüngliche Kielbogenmaßwerk erhalten. Von der Chorsüdseite führt ein Rundbogenportal mit einer eisenbeschlagenen Tür in die kreuzgratgewölbte Sakristei im Turmerdgeschoß. Das Fresko mit dem Zug und der Anbetung der Könige an der nördlichen Langhauswand entstand um 1400 und wurde durch einen späteren Fenstereinbau fragmentiert.

## Einrichtung
Der Hochaltar aus dem dritten Viertel des 18. Jahrhunderts mit einem dreiteiligen, offenen Säulenaufbau und Opfergangsportalen trägt in der Mitte unter einem Baldachin die Statue der heiligen Getraud, flankiert von den Heiligen Agatha und Katharina. Die Figuren über den Opfergangsportalen stellen die Heiligen Katharina und Barbara dar. Den Altaraufsatz bildet ein um 1520 entstandenes, halbfiguriges Schnitzrelief der Muttergottes mit Kind.
Der linke Seitenaltar aus dem dritten Viertel des 17. Jahrhunderts birgt in der Mittelnische eine Muttergottes mit Kind und gibt im Aufsatzbild die Marienkrönung wieder.
Der rechte Seitenaltar aus der Mitte des 17. Jahrhunderts trägt eine Figurengruppe des den Mantel teilenden heiligen Martin und zeigt im Oberbild den heiligen Georg im Kampf mit dem Drachen.
Die Kanzel entstand in der Mitte des 18. Jahrhunderts, das hölzerne Taufbecken um 1780.